# ريكاردو ليبوريو
أنطونيو ريكاردو جارديم ليبوريو (بالبرتغالية: Antonio Ricardo Jardim Libório؛ مواليد 13 يوليو 1967) هو حامل حزام أسود الجيو جيتسو البرازيلية تحت تدريب جراند ماستر كارلسون غراسي.

## وصلات خارجية
- ريكاردو ليبوريو على موقع شيردوغ (الإنجليزية)
- ريكاردو ليبوريو على موقع IMDb (الإنجليزية)